# Eddie Nolan
Eddie Nolan, właśc. Edward William Nolan (ur. 5 sierpnia 1988 w Waterfordzie) – irlandzki piłkarz występujący na pozycji obrońcy.

## Kariera klubowa
Nolan urodził się w Waterfordzie. Swoją karierę piłkarską rozpoczął w szkółce piłkarskiej angielskiego Blackburn Rovers. 1 lipca 2006 roku podpisał z tym zespołem zawodowy kontrakt. W ekipie Blackburn Nolan zadebiutował 13 grudnia w wygranym 1:0 spotkaniu Pucharu UEFA z AS Nancy.
Rok później, 19 marca został wypożyczony do występującego w League Two Stockport County. Debiut w tej drużynie zaliczył 20 marca, kiedy to zagrał w przegranym 2:1 ligowym pojedynku z Bristol Rovers. W ekipie Stockport wystąpił jeszcze dwa trzy razy, po czym w kwietniu powrócił do swojej drużyny.
W listopadzie 2007 roku został ponownie wypożyczony, tym razem do grającego wówczas w Ligue One Hartlepoolu United. W ekipie Monkey Hangers zadebiutował 24 listopada w meczu z Gillingham. 1 grudnia wystąpił po raz pierwszy w Pucharze Anglii. Zagrał wówczas w meczu z Hereford United. Ekipę Hartlepoolu Nolan opuścił w 22 stycznia 2008 roku.
17 października tego samego roku trafił na zasadzie wypożyczenia do Preston North End. Zadebiutował tam 9 grudnia w ligowym spotkaniu z Doncaster Rovers. W ekipie Preston North End zagrał jeszcze dwa razy, po czym, 2 stycznia 2009 podpisał stały kontrakt z tym klubem.
7 lipca 2010 został wypożyczony na pół roku do Scunthorpe United, zaś w styczniu 2011 roku podpisał profesjonalny kontrakt z The Iron

## Kariera reprezentacyjna
Od roku 2006 Nolan występuje w reprezentacji Irlandii do lat 21, której jest kapitanem. Zaliczył w niej ponad 10 występów.
7 lutego 2009 roku, w meczu przeciwko Gruzji, zadebiutował w dorosłej reprezentacji Irlandii.